# Joey Cape's Bad Loud
Joey Cape's Bad Loud is een alternatieve rockband en een muzikaal project dat is opgericht in 2011 door Joey Cape, frontman van de Californische punkbands Lagwagon en Bad Astronaut. Het debuutalbum van de band, getiteld Volume One, werd uitgegeven op 9 juni 2011.

## Geschiedenis
Geruchten over dat Cape aan het werken was aan een nieuw muzikaal project begon in januari 2011, toen Cape hintte over een mogelijkheid om sommige nummers die reeds waren verschenen op zijn tweede solo-album Doesn't Play Well with Others opnieuw op te nemen met een band met een elektrische gitaar in plaats van akoestische. Een naam of titel was nog niet bekend.
Op 25 april 2011 onthulde Cape dat hij inderdaad bezig was met een nieuw bandproject genaamd Joey Cape's Bad Loud en dat hij al een studioalbum met de band had opgenomen, met daarop elektrische vertolkingen van de akoestische liedjes van zijn eerste twee soloalbums, Bridge en Does't Play Well with Others. Er werd bekendgemaakt dat de band het album had opgenomen tussen maart en april 2011 in The Blasting Room in Fort Collins, Colorado met producers Bill Stevenson, Jason Livermore en Andrew Berlin. In tegenstelling tot zijn andere, belangrijkere bands, neigt de muziekstijl van Joey Cape's Bad Loud meer richting de alternatieve- en indierock en blijft het dichter bij het indie-geluid dat Cape op zijn soloalbums heeft omarmd.
Het debuutalbum getiteld Volume One werd op 9 juni 2011 uitgegeven onder eigen beheer via Bandcamp. Later in 2012 werd het uitgebracht op gekleurd vinyl (blauw) en kreeg het album een andere hoes en artwork. In Duitsland werd het album op blauw/wit vinyl en cd uitgegeven door Destiny Records in 2013. In Singapore werd er een oplage van 150 muziekcassette's uitgegeven via Stray Cat & Chocolate Shake Records. Het album werd in 2014 heruitgegeven via het Amerikaanse Fat Wreck Chords.
Cape heeft onthuld dat de band al aan een nieuw album werkt met origineel materiaal van de band zelf, in tegenstelling tot het debuutalbum met nieuwe opname's van eerder uitgebrachte akoestische nummers van Cape.

## Leden
- Joey Cape - zang, gitaar (2011-heden)
- Carl Raether - basgitaar (2011-heden)
- Asher Simon - drums, slagwerk (2011-heden)

## Discografie
Studioalbums
- Volume One (2011)